# RÖSA
RÖSA wird die regional-ökologische Sachunterrichts-Lernwerkstatt an der Carl von Ossietzky Universität Oldenburg genannt. Die RÖSA wurde im Jahre 1994 aufgebaut und im Herbst 1995 eröffnet.

## Lernwerkstatt
Im Gegensatz zu anderen Lernwerkstätten wird in dieser Lernwerkstatt konsequent Handlungsmaterial zu verschiedenen Themen entwickelt, das nicht aus gedruckten vorgefertigten Unterrichtsanregungen besteht, sondern aus wiederverwerteten Rest- und Wertstoffen.
Diese didaktischen Materialien werden nach dem Glasgower Topic-Ansatz in themenzentrierten Kisten eingeordnet und für den Gebrauch an Schulen angeboten. Es steht vielfältiges Material zu über 100 Themen zur Verfügung. Die Kisten enthalten auch Kinderbücher, Differenzierungsanregungen, Fragebücher und Lehrerinformationen und werden Schulen der Region zur Ausleihe angeboten, um die Implementation in der Praxis zu fördern. Gleichzeitig dienen die Kisten auch in Seminaren als exemplarisches Veranschaulichungsmaterial für differenzierte Lernumgebungen. Viele Materialien der RÖSA stehen auch virtuell als Lernwerkstatt im Internet zur Nachahmung zur Verfügung.

## Oldenburger Konzept
Als Oldenburger Konzept bezeichnen die Betreiber der RÖSA den dort unter Leitung von Astrid Kaiser entwickelten Ansatz kommunikativ handlungsorientierten Sachunterricht auf ökologischen Prinzipien. Das Konzept basiert auf einer realen Lernwerkstatt, die von einer virtuellen Lernwerkstatt ergänzt wird. Die Erstellung von Materialien erfolgt nach Ressourcen schonenden ökologischen Methoden, bei denen Wertstoffe zur Erstellung von Unterrichtsmaterialien verwendet werden. Im Gegensatz zu vielen anderen Lernwerkstätten ist dieses Konzept modellhaft für die Lehrerausbildung und -fortbildung gleichermaßen konzipiert.
Die RÖSA versteht sich als reformpädagogische-Lernwerkstatt und ist offen für die Vielfalt der Kinder und Lernwege. Gerade die Verschiedenheit der Materialien ist ein Ansatz, auf der Erfahrungsebene der Schülerinnen und Schüler die gegenwärtige Wirklichkeit abzubilden und eigene Handlungsmöglichkeiten darauf bezogen im Sachunterricht zu erproben. Damit soll einer schulischen Realität Rechnung getragen werden, in der Kinder mit sehr verschiedenen Lebensläufen und verschiedenen Erfahrungen zusammenkommen. Das Konzept geht davon aus, dass es deshalb in der Schule wichtig sei, an diese Verschiedenheit anzuknüpfen und unterschiedliche Zugangsweisen zum Beispiel ästhetischer, kognitiv kritischer, praktisch handelnder und ethisch beurteilender Art zu ermöglichen. Mit diesen Ansätzen wird zusammen an einem gemeinsamen inhaltlichen Thema gearbeitet.
Das Konzept wurde in der RÖSA unter der Leitung von Astrid Kaiser entwickelt. Es beschränkt sich nicht nur auf die Region und wird mittlerweile auch in Japan adaptiert und weiter entwickelt.